# Mieczysław Arkadiusz Woźniak
Mieczysław Arkadiusz Woźniak (ur. 1 stycznia 1933 w Kaliszu, zm. 15 kwietnia 2021 w Poznaniu) – polski architekt, inżynier budownictwa, działacz społeczny i państwowy, doktor nauk technicznych, w latach 1982–1990 wicewojewoda kaliski; regionalista, członek założyciel Kaliskiego Towarzystwa Przyjaciół Nauk (1988).

## Życiorys
Urodził się w 1933 w Kaliszu, od 1945 do 1950 działał w harcerstwie. Ukończył studia na Wydziale Architektury Politechniki Poznańskiej, następnie uzyskał stopień doktora nauk technicznych o specjalności budownictwo. Specjalizował się w zakresie geometrii wykreślnej, inżynierii materiałowej oraz technologii betonów. Wieloletni wykładowca budownictwa na Politechnice Poznańskiej, nauczał także w Państwowej Wyższej Szkole Zawodowej w Koninie, w Wyższej Szkole Techniczno-Humanistycznej Kadry dla Europy w Poznaniu, na Wydziale Zamiejscowym SWPS w Poznaniu oraz na Wydziale Pedagogiczno-Artystycznym w Kaliszu Uniwersytetu im. Adama Mickiewicza w Poznaniu (1987–2006). Na ostatnim z wydziałów przez dwie kadencje pełnił funkcję wicedyrektora ds. dydaktycznych. Autor publikacji naukowych i popularnonaukowych, w tym ponad 60 artykułów naukowych, a także podręczników dla studentów, uczniów liceów profilowanych i plastycznych.
Zawodowo pracował na stanowiskach dyrektora technicznego w przedsiębiorstwach budowlanych w Kaliszu, zajmował się także ochroną zabytkowych budynków. W latach 1975–1981 był dyrektorem naczelnym Zjednoczenia Budownictwa, Gospodarki Komunalnej i Mieszkaniowej w województwie kaliskim. Od czerwca 1982 do maja 1990 sprawował funkcję wicewojewody tego województwa.
Spuściznę archiwalną Woźniaka przechowuje Książnica Pedagogiczna im. Alfonsa Parczewskiego w Kaliszu.

## Działalność społeczna
Zaangażowany także w działalność społeczną. Członek Polskiego Towarzystwa Historycznego i Klubu Oficerów Rezerwy KOR-LOK, a także wiceprezes Kaliskiego Towarzystwa Przyjaciół Nauk oraz prezes wojewódzkiego oddziału Związku Inżynierów i Techników Budownictwa w Kaliszu. W 1995 opublikował monografię „Kalisz 1914. Pogrom miasta”, ponadto napisał przewodniki po południowej Wielkopolsce oraz do turystyki górskiej. Wieloletni (od 1952) działacz Polskiego Towarzystwa Turystyczno-Krajoznawczego, wyróżniony godnościami członka honorowego (2009) i honorowego przodownika turystyki pieszej (1986), a także Złotą Odznaką PTTK. W ramach PTTK zajmował się zwłaszcza turystyką pieszą i górską, przez 17 lat był wiceprezesem kaliskiego oddziału PTTK, przez dwa lata należał też do zarządu okręgu poznańskiego. Wytyczył także pierwsze szlaki piesze na terenie powiatu kaliskiego oraz na wyspie Wolin, był także komandorem rajdów i organizatorem wypraw górskich. Działał także w organizacji Patria Polonorum na rzecz upamiętnienia ofiar II wojny światowej na terenie ziemi kaliskiej. Został członkiem Głównej Komisji Badania Zbrodni Hitlerowskich w Polsce – Instytutu Pamięci Narodowej (1988–1992) oraz okręgowej komisji badania zbrodni hitlerowskich w Łodzi.

## Odznaczenia
Odznaczony Krzyżem Oficerskim i Kawalerskim Orderu Odrodzenia Polski, Medalem Komisji Edukacji Narodowej, Odznaką honorową „Za Zasługi dla Ochrony Środowiska i Gospodarki Wodnej”, Odznaką „Zasłużony Działacz Kultury”, Odznaką „Zasłużony Działacz Turystyki”, Odznaką „Za opiekę nad zabytkami” oraz Złotym Medalem Opiekuna Miejsc Pamięci Narodowej. Wyróżniony także odznaką „Zasłużony dla miasta Kalisza” (2014), Srebrnym Honorowym Medalem miasta Hamm (2004), Złotym Medalem „Za Zasługi dla Stowarzyszenia Poszkodowanych przez III Rzeszę” oraz odznakami honorowymi za zasługi dla województw poznańskiego, kaliskiego, piotrkowskiego i płockiego.